# 세계사 편력
《세계사 편력》(Glimpses of World History)은 1930년 10월 26일부터 1933년 9월 8일까지 약 3년 동안 자와할랄 네루가 옥중 생활을 하면서 그의 외동딸 인디라 간디에게 쓴 196회분의 편지를 책자로써 묶은 도서이다.

## 내용
단순한 역사 지식이 아닌, 지식인으로서의 진보적인 생각을 전하는 장점을 갖고 있는 저서이다. 이를 테면 서유럽 종교개혁의 경우 종교개혁자를 혁명가나 신앙인으로서 찬양하지 않고, 오히려 장 칼뱅을 편협한 광신도라고 비판하는 등 그들의 보수성을 비판하고 있다. 또한 조선의 유관순 열사를 일본 제국주의에 맞선 용감한 소녀라고 찬양하는 등 민족주의적이고 반제국주의적인 사관도 담겨 있다. 훗날 인도 수상의 지위에까지 오른 인디라 간디 여사는 1930년 당시 13세였으며, 할아버지와 어머니까지도 투옥되어 혼자 자라고 있었다.

## 목차
- 우리의 외침
- 부의 행방
- 종교의 세기
- 생존을 위한 투쟁
- 로마 제국의 형성
- 로마 제국의 부패와 몰락
- 봉건 제도
- 10세기의 종말
- 로마 교회의 무장과 권위에 대한 도전
- 막을 내리는 중세
- 신항로의 발견
- 아시아 약탈 무역의 시작
- 동란기의 유럽
- 르네상스
- 종교 개혁과 독일농민혁명
- 절대 군주제
- 영국의 혁명
- 이념 투쟁
- 변혁 전야의 유럽
- 대기계의 출현
- 영국의 산업 혁명
- 아메리카의 분리
- 바스티유 점령
- 프랑스 대혁명
- 혁명과 반혁명
- 정치의 양상, 질서와 진보
- 나폴레옹
- 세계의 개관
- 제1차 세계 대전 전 1세기
- 19세기의 사회 문제
- 아편 전쟁
- 일본의 침략
- 일본의 승리
- 조선과 중화민국
- 1848년의 유럽
- 이탈리아의 통일과 독립
- 독일의 융성
- 대사상가들
- 민주주의의 전진
- 사회주의의 여명
- 칼 마르크스와 노동자
- 마르크스주의
- 남북 전쟁
- 보이지 않는 제국, 아메리카
- 차르 시대의 러시아
- 1905년, 실패한 혁명
- 전환기의 세계
- 제1차 세계 대전의 개막
- 전쟁의 경과
- 제정 러시아의 몰락
- 볼셰비키 정권
- 소비에트의 승리
- 제1차 세계 대전 후의 세계
- 혁명의 좌절 - 독일과 중유럽의 여러 나라들
- 무솔리니와 이탈리아의 파시즘
- 민주주의와 독재 정치
- 중국의 혁명과 반혁명
- 과학의 발달
- 세계 경제 대공황
- 경제 대공황의 원인
- 자본주의 세계의 분열
- 독일에서의 나치스 승리
- 의회 정치의 실패와 그 이후
- 마지막 편지